# Anthony Claesz (II)

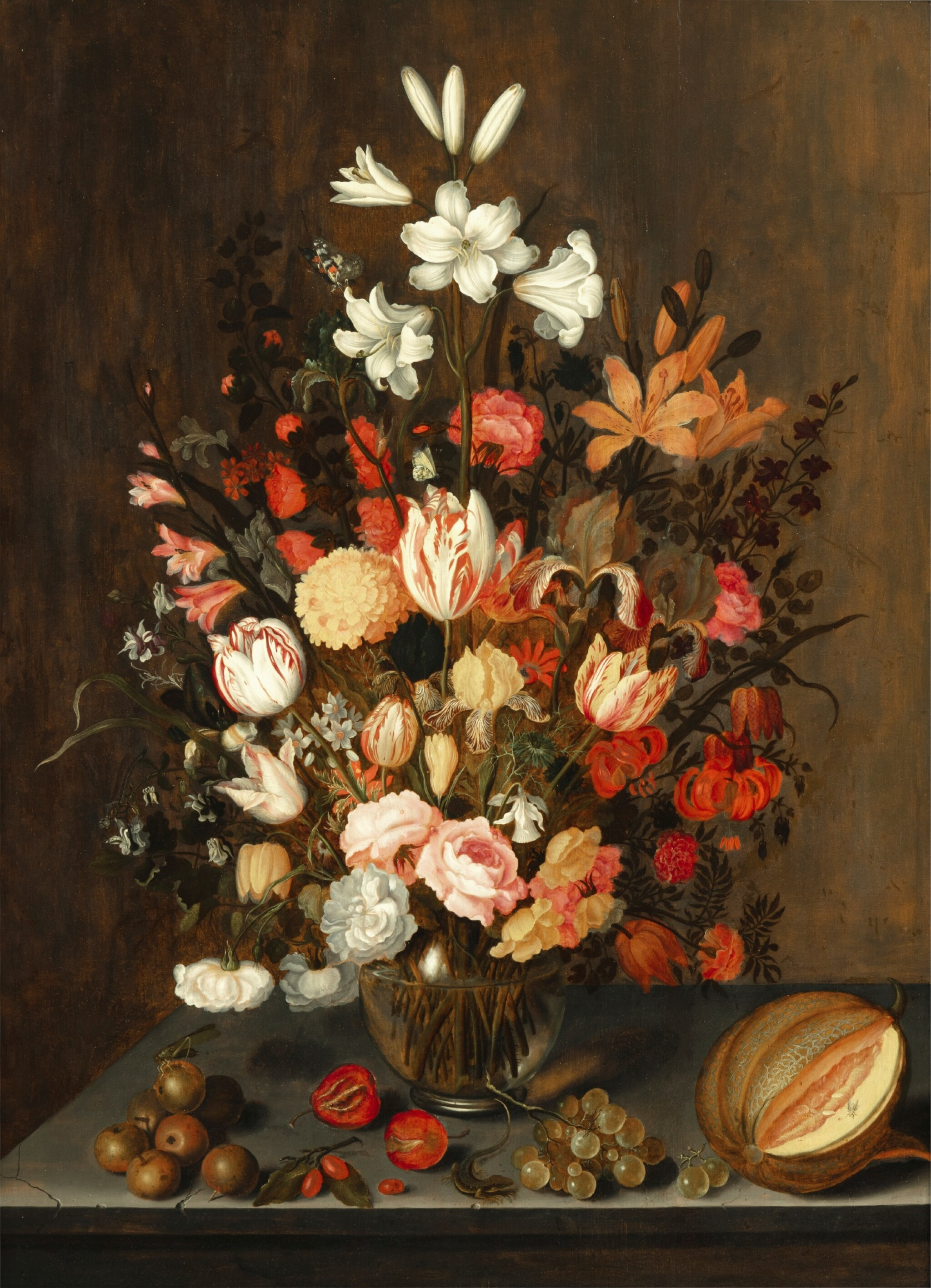
Stilleven met bloemen in een glazen vaas, met fruit, een hagedis en insecten (1628)

Anthony Claeszn (II) (Amsterdam, gedoopt 23 december 1607  – aldaar overleden vóór 2 december 1649) was een Noord-Nederlandse schilder, gespecialiseerd in bloem- en vruchtenstillevens.
Zijn stijl sluit aan bij die van Hans Bollongier en Jacob Marrel. Hij maakte talrijke bloemstudies, vooral van tulpen, maar slechts circa vijftien gesigneerde schilderijen zijn bekend (1622–1649), waaronder zijn laatste, een fruitstilleven uit 1649.

## Biografie
Anthony Claesz., zoon van de koopman Anthony Claes en Lijsbet Janssens, werd opgeleid door Balthasar van der Ast. Hij werkte van 1629 tot 1632 in Amsterdam en was in 1631 leermeester van Gillis Peeters (I). Na een verblijf in Engeland (1632–1635) keerde hij terug naar Amsterdam, waar hij op 8 november 1635 trouwde met Janneke Meijers. In 1636 werd hun zoon Anthony geboren, die hij zelf tot schilder opleidde.
- Biografisch Portaal: 36038782
- International Standard Name Identifier: 0000 0003 5922 8889
- Nederlandse Thesaurus van Auteursnamen: 073244805
- RKD-Nederlands Instituut voor Kunstgeschiedenis: 17000
- Union List of Artist Names: 500018592
- Virtual International Authority File: 213454064
- WorldCat: E39PBJcr9hB3crJ8JPfVTmCWjC